# Cláudia Santos
Cláudia Maria Cruz Santos (25 de janeiro de 1971) é uma deputada e política portuguesa. Ela é deputada à Assembleia da República na XIV legislatura pelo Partido Socialista. Ela é professora universitária.